# Johannes Bob van Benthem
Johannes Bob van Benthem (Buitenzorg, 5 september 1921 – Den Haag, 11 september 2006) was een Nederlandse jurist.

## Loopbaan
In 1946 begon hij als advocaat bij de Nederlandse Octrooiraad. Van 1968 tot 1977 was hij president van deze organisatie. Voorts was hij van 1 november 1977 tot 30 april 1985 de eerste president van de Europese Octrooiraad.
Van de universiteiten van München en Straatsburg ontving hij eredoctoraten van de juridische faculteiten.